# Dom durakov
Dom durakov (russisk: Дом дураков) er en russisk spillefilm fra 2002 af Andrej Kontjalovskij.

## Medvirkende
- Julija Vysotskaja som Zjanna
- Sultan Islamov som Ahmed
- Jevgenij Mironov
- Stanislav Varkki som Ali
- Bryan Adams